# Ajdovska deklica
Zgodba o Ajdovski deklici je ljudska povedka, ki delno opisuje tudi zgodovino našega naroda. Ni veliko zapisov te povedke. Eden od zapisov je v  knjigi Babica pripoveduje, ki jo je napisala Dušica Kunaver.

## Izvor imena
Ajd je bila v slovenski mitologiji oznaka za nadnaravno velika bitja oz. božanstva, odtod Ajdovske deklice, hčere takih bitij. Kasneje, v času pokristjanjevanja Karantanije, pa je bila to oznaka kar za pogane same oz. za ljudstva, ki so verovala v tovrstno politeistično mitologijo.
Doba svobodne Karantanije je kratka. Na krvavih bojiščih se srečujeta stara in nova vera, za pripadnika nove vere staroselcev ni več ajd - velikan ampak ajd - pogan. Nekateri pogani so bili dobrosrčni. Predvsem ajdovske deklice so ljudem rade pomagale.
— Citat iz knjige Slovenska dežela v sliki in podobi..

## Povedka
Ohranilo se je le malo zapisov povedke o kaznovani sojenici. Eden izmed zapisov iz knjige Babica pripoveduje je povzet spodaj.
Ajdovska deklica je bila dobrega srca. Živela je pod previsnimi stenami Prisanka (ali Prisojnika) in vodila popotnike skozi snežne zamete preko Vršiča v Trento. Ko so se popotniki vračali, so ji pod Prisankom puščali hrano, tako da nikoli ni bila žejna in lačna. Bila pa je tudi sojenica. Obiskovala je mlade matere in prerokovala novorojenčkom njihovo usodo.
Neke noči je obiskala planšarico v Trenti, ki je pravkar rodila sina. Ker je mati spala, se je ajdovska deklica neslišno približala otroku in mu prerokovala, da bo postal lovec in da bo ustrelil Zlatoroga in z njegovimi rogovi prišel do bajnega bogastva. Ko so za to prerokbo slišale sestre ajdovske deklice, so jo preklele, ker je napovedala smrt Zlatorogu. Tako je okamenela, ko se je vrnila pod Prisojnik.

## Analiza
V povedki nastopajo Ajdovske deklice, novorojenček in kozorog. Zgodba, napisana v tretji osebi, se odvija v dolini Trente in na Prisanku in sicer ponoči. Osrednji motiv je pomoč, napoved in okamenitev Ajdovske deklice.

### Liki
Ajdovske deklice: Imajo vlogo pozitivne osebe, saj ljudem pomagajo, so dobrega srca. V pripovedki imajo vlogo vodnice in rojenice, saj so napovedovale prihodnost novorojenim. Popotnike so vodile skozi skalna pobočja. Ker so bila dobrega in usmiljenega srca, so se jim popotniki za njihovo dobroto zahvalili z vodo in hrano. Fizično so bila to lepa in velika dekleta, saj so hčere velikana Ajda. Imajo lastnosti čarobnega bitja.
Ljudje se v težkih situacijah, neznosni bolečini, ko ne vidijo izhoda, obrnejo na nekaj mističnega, nerealističnega, nadnaravnega.— Marie Louise von Franz.
Novorojeni otrok: nima pomembne funkcije v legendi, vendar odločilno vpliva na usodo Ajdovske deklice. Njegovo rojstvo je razlog, da Ajdovsko deklico sestre prekolnejo, da okameni, saj mu je napovedala usodo, ki ni bila sprejemljiva. Ubil naj bi gamsa.
Kozorog: v legendi igra stransko vlogo. Je zgolj omenjen, vendar pa je posredni krivec za dekličino smrt. Razumemo ga lahko kot sveto žival, junaka, saj uživa veliko občudovanje pri ljudeh. Gre za Zlatoroga, junaka legende o Zlatorogu - o neranljivi živali. Če ga je strelec zadel, je iz njegove krvi zraslo zelišče (Triglavska roža). Po zaužitju tega je ozdravel. Njegovi rogovi so bili ključ do skritih zakladov pod goro Boga, ki jih čuva stoglavi zmaj.

## Ljudsko slovstvo
Ljudsko slovstvo je razvilo ljudsko pripoved in ljudske pesmi. Razvijati se je začelo v 10. stoletju. Ohranjalo se je v ustnem izročilu, se prenašalo od ust do ust, in se spreminjalo. Zapisovati se je začelo v Pisanicah, nato so začeli zapisovati še ostali razsvetljenci. V času romantike porast zapisovanja. 
- Značilnosti ljudskega slovstva:
- anonimnost: avtor legende ni znan
- ustno izročilo: prenašalo se je od ust do ust
- preprosta oblika in vsebina
- preprost jezik
- številne različice

### Ustreznost s Proppovo definicijo pravljičnih oseb
Po Proppu naj bi funkcije pravljičnih oseb prehajale na druge osebe; funkcij je malo, oseb veliko. Pravljice naj bi imele po Proppu dvojno značilnost:
- presenetljiva raznovrstnost, pestrost in slikovitost,
- enoličnost in ponovljivost

Funkcije likov so osnovne prvine pravljice:
- so stalne, nespremenljive,
- število funkcij je omejeno,
- zaporedje je vedno enako (niso v vseh pravljicah prisotne vse funkcije).

I. Odhod - Ajdovska deklica gre k planšarki, kjer novorojencu napove usodo.
II. Kršitev - Ajdovska deklica krši pravila, saj napove otroku nesprejemljivo usodo. Tega ne bi smela, saj naj bi napovedovale le dobre stvari in dajale nasvete, ki bi jim olajšale življenje.
III. Škodovanje - Deklica je kršila pravila (škodovala je svojim sestram), kazen za to pa je bila smrt.
IV. Posredništvo - Sestre izvejo za napoved.
V. Zaznamovanje - Ajdovsko deklico okamenijo, pošljejo jo v smrt.

## Primerjava različic

### Igla
Povedka pravi, da je nekoč v Savinjski dolini živela Ajdovska deklica. Bila je tako velika, da je z eno nogo stala na Raduhi, z drugo na Veži, v Savinji pa je prala perilo. Nekega dne je z iglo šivala srajco. V grobem platnu se je igla zlomila in v jezi jo je vrgla v dolino, kjer se je zapičila v breg ter tam ostala do danes.
Ni veliko vsebinske podobnosti z Ajdovsko deklico s Prisanka. Edina podobnost je ta, da gre pri obeh povedkah za veliki dekleti. V tej verziji deklica ne opravlja nobenega dobrega dela, in ni nobenega opisa o tem, da bi bila pri ljudeh priljubljena. Ne moremo govoriti o tragičnem koncu, ker ne vemo, kaj se z deklico zgodi, pomembno pa vpliva na podobo pokrajine.

### Ajdovi deklici
V cerkljanskih hribih se razprostirata dva griča, med njima pa dolina, ki jo ljudje imenujejo Pri ajdovskih deklicah. Včasih je na enem izmed gričev, imenovanem Na ogradi, stal mogočen grad, v katerem je prebival velikan Ajd s svojima hčerama. Bili sta lepi, imeli pa sta krasne lase, v katerih so bili prepleteni biseri. Za njiju je zvedel pesjanski kralj, ki je živel za devetimi morji. Zarotil se je, da bo dobil deklici. Zato se je z vojsko podal na pot in požigal, plenil in moril vse, kar mu je stopilo na pot. Ko so se bojevali, so spuščali čudne glasove, podobne lajanju. Ko so prišli pod Ajdov grad, so ga takoj napadli, ubili očeta ter ga razsekali na kose. Vsi njegovi deli so okameneli in še danes ležijo okoli Ograde. Deklici sta se uspeli rešiti, zbežali sta visoko v planine, kjer sta živeli dolgo časa. Na gori sta sedeli noč in dan ter bridko jokali krvave solze, da je z vrha Krvavca pritekel krvav potok. Odtod ima gora še danes ime. Ko sta deklici videli, da  pesjanov ni več v deželi, sta prišli nazaj v nižave. Narod ju je rad obiskoval, saj sta bili darežljivi in prijazni. V deželo pa so prišli možje, ki so oznanjali novo vero v enega Boga. Tudi do njiju je prišel glas, vendar sta bili tako prevzetni, da nista želeli o tem nič slišati. Zato ju je Bog kaznoval in morali sta umreti. Še danes se v Ajdovi dolinici vidita dva grička, na katerih ne raste nobena trava. Grička sta zakleta, ker pod njima ležita nevernici.
V tej verziji je več nastopajočih oseb, pomembno vlogo ima pesjan, ki je poleg deklic glavna oseba te povedke. Kot v Ajdovski deklici s Prisanka, gre tudi pri tej povedki o lepih in velikih dekletih, ki delata dobro in sta pri ljudeh priljubljeni. Kaže se vpliv Cerkve v tem obdobju, saj se omenja Bog kot edina možnost v koga verjeti. Bog ima pomembno vlogo, saj deklici zaradi neverovanja pošlje v smrt. Tudi pri tej verziji gre za poseg v naravo.

### Ajdovska deklica iz Crngroba
V hostah Crngroba je živela Ajdovska deklica. Bila je izjemno velika. Njena čreda se je pasla noč in dan na lokah ob Selščici. Bilo je toliko ovac, da ni bila nikoli lačna. Žejo pa si je gasila tako, da je stopila z eno nogo na vrh Šmarne gore, z drugo na Šmarjetno goro, se sklonila in pila iz Save. Nekega dne je loški glavar zapovedal tlačanom, naj zgradijo cerkev. Bolj kot so tlačani delali, večjo cerkev je želel. Nekoč pa jih je obiskala Ajdovska deklica ter jim ponudila pomoč. Zidarjem je v predpasniku prinašala ogromne skale. Iz Save jim je zajemala vodo in jo zlivala v korito, v katerem so mešali malto. Ko je bila cerkev zgrajena, je Ajdovska deklica umrla. Tlačani so jo pokopali v crngrobski hosti. Še prej pa so ji odvzeli eno rebro in ga za spomin obesili v cerkev. Tam je še danes. Iz njega kane vsako leto kapljica krvi.
Deklica je dobrosrčna, pri ljudeh priljubljena, saj tlačanom pomaga graditi nerealno veliko cerkev, ki bi jo težko zgradili brez njene pomoči. Izkoristila je svojo velikost. Konec je tragičen, deklica umre, razlog za smrt pa ni naveden. Iz spoštovanja obesijo njeno rebro v cerkev. Kot pri deklici s Prisanka je tudi tu omenjena hrana in pijača. Tu si jo deklica sama priskrbi, medtem ko deklica s Prisanka vodi popotnike v zameno za hrano in pijačo.

### Šmarnogorsko počevje
Povedka pravi, da je Šmarnogorsko počevje nagrmadila Ajdovka, tako velika Ajdovska deklica, da je z eno nogo stala na Šmarjetni gori, z drugo pa na Šmarni gori in z rokami zajemala vodo iz Save.
Ime glavne osebe je skupna točka obeh legend. Ta je krajša in opisuje nastanek doline.